# Sidi Ould Achour
Sidi Ould Achour (6 ottobre 1983) è un ex calciatore mauritano, di ruolo difensore.

## Carriera

### Nazionale
Nel 2003 ha giocato una partita di qualificazione ai Mondiali del 2006.